# Ястшембська вугільна компанія
Ястшембська вугільна спілка (пол. Jastrzębska Spółka Węglowa S.A.) — найбільша в Польщі компанія зі штаб-квартирою в Ястшембе-Здруї, зайнята в галузі видобування кам'яного вугілля та виробництва високоякісного твердого коксівного вугілля. Є найбільшою групою комерційних коксохімічних підприємств у Європейському Союзі. Основним родовищам групи є Верхньосілезький вугільний басейн. Основним напрямком діяльності компанії є виробництво та продаж вугілля, головно коксівного, та вугілля для енергетичних цілей, а також виробництво та реалізація коксу і продуктів його обробки.
З липня 2011 року акції компанії торгуються на Варшавській фондовій біржі. Ринкова капіталізація компанії станом на 13 серпня 2012 року становила 10,8 млрд злотих, станом на 28 грудня 2018 року — понад 7,8 млрд злотих. Загальні доходи групи капіталів у 2012 році перевищили 9 млрд щлотих, доходи від продажу склали понад 8800 млн злотих. Дохід від продажів у 2018 році становив 9809,5 млн злотих. З 2011 по 2015 роки компанія втратила 90 % вартості акцій, що пов'язано з глобальним погіршенням ринкової позиції вугілля (вуглецева бульбашка).
Група «JSW» — один з найбільших роботодавців у Польщі. Всього в групі компаній зайнято понад 28 тис. осіб, у тому числі понад 21 тис. у «Jastrzębska Spółka Węglowa».

## Історія
Компанія створена 1 квітня 1993 року на базі частини активів Рибницько-Ястшембської вугільної компанії як однієї із семи вугільних компаній, що діяли на той час. До неї входили сім незалежних гірничих підприємств, які були перетворені на єдину акціонерну компанію Державної скарбниці зі своїм зареєстрованим офісом у Ястшембе-Здруї.
На момент початку операцій компанія володіла такими шахтами:
- Копальня Бориня
- Копальня Ястшембє
- Копальня Крупинський
- Копальня Морцінек
- Копальня Мощениця
- Копальня Пнювек
- Копальня Зофювка.

У 1993–2006 роках компанія зазнала реструктуризації, яка включала позбавлення від активів, не пов'язаних безпосередньо з основною діяльністю компанії, та створення на її основі окремих юридичних осіб. У жовтні 1994 року здійснено об'єднання копалень Ястшембе та Мощениця, внаслідок чого створена шахта Ясмос. У 1995 році створений завод матеріально-технічної логістики для постачання матеріалів до шахт компанії. У 1996 році створено «Polski Koks», який ввійшов до групи. У 1998 році копальня Морцінек (через економічно невиправданий на той час видобуток) виведена у банкрутство, процедура якого завершена у 2000 році. У середині 2003 року створено компанію «Koksownia Przyjaźń», до якої у грудні 2003 року Державне казначейство внесло внесок у натуральній формі до держпідприємства Zakłady Koksownicze «Przyjaźń», розташованого у Домброві-Гурничій. У рамках процесу реструктуризації борг «Koksownia Przyjaźń» перетворений на акції, завдяки чому в середині 2005 року компанія придбала 46,24 % акцій «Koksownia Przyjaźń». Внаслідок викупу акцій в інших партнерів, частка компанії в акціонерному капіталі «Koksownia Przyjaźń» зросла до 88,12 %. У 2008 році казначейство ввело до складу компанії копальню Будрик, після чого Ястшембська вугільна компанія розпочала реалізацію комплексної програми модернізації для переходу цієї шахти з видобутку тільки коксівного вугілля та вугілля типу 34 та вугілля для енергетичних цілей на виробництво коксівного вугілля типу 35. У 2010 році компанія придбала 90,59 % акцій «Przedsiębiorstwo Gospodarki Wodnej i Rekultywacji» в казначейства. Станом на 1 січня 2011 року в рамках процесів реорганізації, компанія інтегрувала копальні Бориня і Зофювка в одну компанію Бориня-Зофювка. 1 січня 2013 року копальня Яс-Мос об'єднала гірничі володіння чотирьох колишніх шахт. Нині працює як дочірня компанія під назвою вугільна шахта Бориня-Зофювка-Ястшембе.
1 серпня 2014 року Ястшембська вугільна компанія придбала шахту Кнурув-Щигловіце у «Kompania Węglowa». У рамках реструктуризації компанії 1 жовтня 2016 року частина активів Яс-Мос була передана Компанії з реструктуризації шахт.
31 березня 2017 року копальню Крупінський безкоштовно передано Компанії з реструктуризації шахт.
У 2017 році компанія досягла рекордно високих прибутків у 2543,3 млн злотих. На початку 2018 року була представлена стратегія на 2018-2030 роки, яка передбачає поступове збільшення видобутку вугілля з 14,9 млн тонн у 2017 році до 18,2 млн тонн у 2030 році. Починаючи з 2020 року, частка виробництва коксівного вугілля в загальному видобутку буде збільшена з нинішніх 72 % до 85 %. Планується, що рівень виробництва та продажу коксу перевищить 3,4 млн тонн. У кінцевому підсумку очікується, що високодоменний кокс становитиме близько 78 % виробництва групи. Загальний капітал та інвестиційні видатки для всієї групи протягом періоду стратегії становитимуть близько 18,9 млрд злотих. Ястшембська вугільна компанія має активи у галузі відновлюваної енергетики та енергозбереження, у рамках чого стратегія компанія передбачає п'ятиразове збільшення виробництва електроенергії з метану, видобутого в шахтах.

## Структура групи JSW S.A
Група капіталів «Jastrzębska Spółka Węglowa Capital» працює за двома основними напрямками бізнесу:
- гірничий – видобуток вугілля здійснюється 5 копальнях
  - Копальня Бориня-Зофювка-Ястшембе
  - Копальня Будрик
  - Копальня Кнурув-Щигловиці
  - Копальня Пнювек
- коксування – виробництво повного асортименту коксової продукції здійснюють 4 компанії
  - JSW Koks S.A.
    - JSW KOKS S.A. Oddział Przyjaźń у Домброві-Гурничій
      - Коксохімічний завод Пшиязнь

    - JSW KOKS S.A. Oddział KKZ у Радліні
      - Коксохімічний завод Радлін
      - Коксохімічний завод Ядвіга
      - Коксохімічний завод Дембеньсько

  - Wałbrzyskie Zakłady Koksownicze «Victoria» – 85 % акцій у власності JSW
  - Polski Koks S.A.

До групи JSW також входять підприємства, що супроводжують та обслуговують два основні напрямки діяльності — видобуток та коксування, які здійснюють допоміжну та інформатизаційну діяльність – ремонтні заводи, транспортні підприємства, залізниця тощо:
- - Jastrzębska Spółka Kolejowa Spółka z o.o.
  - Jastrzębskie Zakłady Remontowe Sp. z o.o.
  - Jastrzębska Spółka Ubezpieczeniowa Sp. z o.o.
  - Jastrzębska Agencja Turystyczna Sp. z o.o.
  - JSW Szkolenie i Górnictwo Sp. z o.o.
  - JSW IT Systems sp. z o.o. (раніше Advicom Sp. z o.o.)
  - Centralne Laboratorium Pomiarowo-Badawcze Sp. z o.o.
  - Przedsiębiorstwo Gospodarki Wodnej i Rekultywacji S.A.
  - JSW Logistics Sp. z o.o. (раніше ZPiS Spedkoks Sp. z o.o.)
  - JSW Shipping Sp. z o.o.
  - JSW Innowacje S.A.
  - Przedsiębiorstwo Budowy Szybów S.A.
  - JSW Ochrona Sp. z o.o.

## Діяльність
Основні видобувні та виробничі потужності компанії розташовані у межах Верхньосілезького вугільного басейну. Вугілля, що видобувається компанією, в основному використовується при виробництві коксу — основного компонента (після залізної руди) у виробництві сталі. Підприємства групи переробляють близько 40 % коксівного вугілля на власних коксохімічних установках.
У 2011 році на шахтах групи для енергетичних цілей було видобуто 8,8 млн тонн коксівного вугілля (у тому числі 7,3 млн тонн вугілля типу 35) та 3,8 млн тонн вугілля, яке в основному продається електростанціям та комбінованим теплоелектроцентралям. У 2011 році на коксохімічних заводах компанії було вироблено 3,1 млн тонн коксу. Згідно з фінансовими даними за 2011 рік, доходи від продажу групи у 2011 році склали 9,38 млрд злотих, у тому числі від продажу вугілля — 4,94 млрд злотих та коксу — 4,22 млрд злотих. Чистий прибуток становив 2,1 млрд злотих. Власний капітал компанії становив 8,44 млрд злотих.
Група JSW SA є одним з найбільших експортерів у Польщі. Близько 46 % продукції компанії експортується. У 2011 році вартість експорту JSW становила 3,93 млрд злотих (у тому числі коксу — 3,19 млрд злотих та вугілля — 739 млн злотих). Близько 90 % експорту групи йде на ринки Європейського Союзу, в основному до Німеччини, Австрії, Чехії, Словаччини, Румунії та Угорщини. «ArcelorMittal Poland Dabrowa Gornicza», «Voestalpine Stahl», «U.S. Steel», «Moravia Steel» та «Koksownia Częstochowa Nowa» є одними з найбільших споживачів коксівного вугілля групи.
У 2018 році шахти компанії виробили 15 млн тонн вугілля, включаючи 10,3 млн тонн коксівного вугілля та 4,7 млн тонн вугілля для енергетичних цілей. У 2018 році коксохімічні заводи, що належать «JSW Capital Group», виробили 3,6 млн тонн коксу. На шахтах JSW SA видобуто близько 6,7 млрд тонн вугільного балансового ресурсу, в тому числі 1 млрд тонн експлуатаційних вугільних ресурсів. Група має намір збільшити базу операційних ресурсів, що дозволить їй зберегти міцні позиції на міжнародних ринках протягом наступних десятиліть.
Видобуток кам'яного вугілля підприємствами компанії на 2011 рік
| Шахта                                   | Добовий видобуток (нетто) | Гірнича зона | Операційні ресурси                                | Тип видобутого вугілля | Період функціонування без стратегічних вкладень | Період експлуатації з врахуванням стратегічних інвестицій |
| --------------------------------------- | ------------------------- | ------------ | ------------------------------------------------- | ---------------------- | ----------------------------------------------- | --------------------------------------------------------- |
| Бориня-Зофювка-Ястшембє (Ruch Borynia)  | 8 000 т/д                 | 17,4 км²     | 32,6 млн тонн                                     | 35.1, 35.2A, 35.2B     | до 2030                                         | до 2042                                                   |
| Бориня-Зофювка-Ястшембє (Ruch Zofiówka) | 7 000 т/д                 | 26,8 км²     | 93,7 млн тонн                                     | 35.1                   | до 2021                                         | до 2051                                                   |
| Будрик                                  | 12 000 т/д.               | 37,5 км²     | 234,1 млн тонн                                    | 34.2                   | до 2034                                         | до 2077                                                   |
| Бориня-Зофювка-Ястшембє (Ruch Jas-Mos)  | 6700 т/д                  | 32,5 км²     | 30,2 млн тонн                                     | 35.2B                  | до 2022                                         | до 2022                                                   |
| Крупінський                             | 8100 т/д                  | 27,2 км²     | 21,4 млн тонн                                     | 34.1, 34.2             | до 2020                                         | до 2030                                                   |
| Пнювек                                  | 11 200 т/д                | 28,6 км²     | Пнювек: 80,9 млн тонн; Павловіце 1: 54,3 млн тонн | 35.1                   | до 2025                                         | до 2051                                                   |

Експлуатаційні ресурси та прогнозований термін експлуатації окремих копалень станом на 31 грудня 2018 року:
| Шахта                   | Операційні запаси | Прогнозований термін експлуатації |
| Будрик                  | 251,6 млн тонн    | до 2077                           |
| Кнурув-Щигловіце        |                   |                                   |
| Кнурув                  | 153,5 млн тонн    | до 2072                           |
| Щигловіце               | 168,1 млн тонн    | до 2078                           |
| Пнювек                  | 181,5 мдн тонн    | до 2051                           |
| Бориня-Зофювка-Ястшембє |                   |                                   |
| Зофювка                 | 199,6 млн тонн    | до 2051                           |
| Бориня                  | 88,3 млн тонн     | до 2042                           |
| Ястшембе                | 13,3 млн тонн     | до 2025                           |

### Спонсорська діяльність
Спілка спонсорує наступні спортивні клуби:
- Ястшембський Венґель
- ГКС (футбольний клуб, Ястшембе)
- ГКС (хокейний клуб, Ястшембе)